# 佐々木雄大
佐々木 雄大（ささき ゆうた、1978年－）は、日本の倫理学者。専攻は倫理学。日本女子大学人間社会学部助教。

## 略歴

### 学歴
- 2001年3月　東京大学 文学部 倫理学科
- 2003年3月　東京大学大学院 人文社会系研究科 修士課程
- 2009年3月　東京大学大学院 人文社会系研究科 博士課程

### 経歴
- 2015年4月〜亜細亜大学・亜細亜大学短期大学部 非常勤講師
- 2007年4月〜玉川大学 非常勤講師
- 2005年4月〜駿河台大学 非常勤講師
- 2009年9月〜2010年3月江戸川大学 非常勤講師

## 著書

### 共著
- 『高等学校　現代倫理改訂版　指導と研究』（範囲:pp.288-299、pp.314-326)清水書院 、 2008年
- 『日本哲学小史』(範囲:「本多謙三」)中央公論新社、2009年
- 『現代哲学の名著』(範囲:「バタイユ」「廣松渉」)中央公論新社、2009年
- 『近代哲学の名著』(範囲:「ライプニッツ」)中央公論新社、2011年
- 『高等学校　新倫理最新版　指導と研究』 (担当:共著, 範囲:pp.53-74、pp.214-218、pp.225-233、pp.240-243)清水書院 、 2013年
- 『nyx』（創刊号）（担当：第一特集「〈エコノミー〉概念の思想史　アリストテレスからピケティへ」主幹）、堀之内出版、2015年１月、ISBN：9784906708680

## 論文
- 「交換と贈与——エコノミーにおける主体の概念——」『理想(685)』2010年
- 「グローバリズムとコスモポリティカルエコノミー」『エコノミー概念の倫理思想史的研究』（研究代表麻生博之）、2010年
- 「バタイユにおける「エコノミー」の問題」『フランス哲学・思想研究(17)』2012年
- 「バタイユにおけるエコノミーと贈与 」博士学位論文、2013年2月
- 「聖なるもののエコノミー」『ユリイカ(650)』、青土社、 2014年
- 「バタイユ――宇宙と測りあうほどの労働」『POSSE』vol.28、堀之内出版、 2015年